# 吹上バイパス
吹上バイパス（ふきあげバイパス）は、国道17号現道（中山道）のうち、埼玉県鴻巣市袋の袋交差点から同県鴻巣市鎌塚の鎌塚(北)交差点までの区間の名称である。旧国道17号である埼玉県道365号鎌塚鴻巣線（旧中山道）のバイパスとして建設された。

## 概要
吹上駅付近の中山道は幅が狭く、事故防止のため、建設が計画された。
市街地を避けるため、カーブしている。
さいたま市・鴻巣市街方面より連続して全区間対面4車線の規格で整備されているが、終点から先、熊谷市方面は対面2車線となるため、下り線は終点の手前で車線減少する。

## 交差する道路
- 埼玉県道66号行田東松山線
- 埼玉県道307号福田鴻巣線
- 埼玉県道365号鎌塚鴻巣線
- 埼玉県道137号吹上停車場線

## 沿線の主な施設
- ホテルルートイン鴻巣
- ジョーシン鴻巣店
- 埼玉県防災学習センター
- FUJI MALL 吹上
  - ロピア吹上店
  - TSUTAYA鴻巣吹上店
  - デンキチ鴻巣吹上店
- 元荒川
- 水辺公園
- ネッツトヨタ東埼玉マイネッツ鴻巣
- やよい軒
- CoCo壱番屋
- 馬車道
- 松屋
- 西友
- ゲオ